# Колхицин
Колхицин je алкалоид изолован из биљке мразовац (Colchicum autumnale). Користи се у медицини још од 1763. када је први пут употребљен за лечење гихта. Два француска хемичара, P.S. Pelletier и J. Caventon су 1820. г. први пут изоловали овај алкалоид. Изолован има изглед бледожутог прашка који на светлости потамни и скоро је без мириса. Слабо је растворљив у води, а добро се раствара у хлороформу и етанолу.
Колхицин је цитостатик јер када се дода у одређеној количини зауставља митозу ћелија тако што спречава образовање деобног вретена, односно, полимеризацију микротубула. Поред овог има и друга дејства на организам човека:
- снижава телесну температуру
- смањује запаљењске реакције у зглобовима које су последица таложења мокраћне киселине у њима;
- делује на активност система за варење и центра за дисање и др.

## Отровност
Када се унесе у већим количинама у организам човека после неколико сати изазива тровање које после једног до два дана, ако се не лечи, доводи до смрти. Смртна доза износи 3-6 мг. Симптоми тровања су: оштар бол у желуцу, мука, повраћање и дијареја (али због његове релативно споре ресорпције, тек око 3 сата по уношењу), пулс је убрзан и слаб, а отровани јако исцрпљен. Смрт наступа услед парализе центра за респирацију и то од 7 до 36 сати од почетка тровања.